# Elijah Baley
Elijah („Lije”) Baley este un personaj fictiv din Seria Roboților a lui Isaac Asimov. El este eroul principal a trei nuvele, Caverne de oțel, Soarele gol și Roboții de pe Aurora, și a scurtei povestiri Imaginea în oglindă. El apare în flashback de câteva ori și este pomenit adesea în Roboții și Imperiul, a cărei acțiune se petrece la circa 160 de ani după moartea sa. În afară de operele lui Asimov, Baley mai apare în povestirea „Strip-Runner”, scrisă de Pamela Sargent și publicată în volumul Prietenii Fundației, precum și în poemul „Isaac Asimov's The Caves Of Steel” de Randall Garrett 

## Biografie
Elijah Baley este un polițist în civil, detectiv criminalist în Departamentul de Poliție din New York City, la 3.000 de ani în viitor. Precum Sherlock Holmes, Baley este fumător de pipă, obicei de care încearcă să scape în Roboții de pe Aurora. Are un puternic simț al datoriei și loialității și se comportă protector față de familia sa și statutul său. Soția lui, Jezebel Baley, preferă apelativul Jessie. Fiul lor, Bentley, devine un conducător în al doilea val de explorare spațială interplanetară.
Baley, precum majoritatea oamenilor secolului său care s-au născut pe Pământ, este extrem de  agorafobic. În Caverne de oțel ni se dezvăluie că majoritatea pământenilor din vremea lui Baley își petrec toată viața în orașe imense acoperite de domuri („cavernele de oțel”) și foarte rar, de multe ori niciodată, călătoresc în exteriorul lor. Agorafobia lui Baley este o caracteristică importantă a personalității sale și joacă un rol cheie în câteva din nuvelele care îl au ca personaj.
Nuvelele lui Asimov sunt lipsite de fraze vulgare. În consecință, expresia favorită a lui Baley este „Jehoshaphat!” (tradusă în română „Pe Iosafat!” sau „Pe Iehova!”), pe care o folosește în perioade de stres sau surescitare.
În Caverne de oțel, Baley este însărcinat să rezolve cazul uciderii unui Spațian. Spațienii îi repartizează un partener robot cu înfățișare umană, R. Daneel Olivaw, care îi devine prieten pe viață. El se întâlnește din nou cu R. Daneel în Soarele gol, unde i se cere iarăși să investigheze uciderea unui Spațian, de data aceasta pe planeta Solaria, ceea ce îl face întâiul pământean care părăsește planeta natală de la primul val de colonizare. Ulterior, în Roboții de pe Aurora, el descoperă, cu mult timp înaintea altora, abilitățile telepatice ale lui R. Giskard Reventlov. Giskard modifică mintea lui Baley pentru a-l împiedica să dezvăluie acest lucru și altora.
Unor detalii din viața lui Baley le lipsește continuitatea de-a lungul seriei Roboților. În Caverne de oțel, spre exemplu, aflăm că mama lui Baley a murit la scurtă vreme după ce tatăl lui a fost declasificat (și-a pierdut clasificarea civilă și, ca atare, statutul economic și social), și că Elijah nu și-o amintește. Totuși, în Roboții de pe Aurora, Baley își amintește mama îmbiindu-l să mănânce supă de pui și spunându-i că nici măcar Spațienii nu mănâncă așa bine. În Caverne de oțel aflăm că Elijah Baley are o soră, dar ulterior nu mai există nicio referire la ea. În același mod, referirile la rușinea intensă care-l cuprinde pe Baley privitor la declasificarea tatălui și la privațiunile rezultate din aceasta în copilăria sa nu mai apar și în nuvelele următoare.
În nuvele ulterioare ni se dezvăluie că Elijah a devenit un erou legendar peste milenii. Referiri la el pot fi găsite în Preludiul Fundației și Fundația și Pământul.

## Apariții în media
În adaptarea britanică pentru televiziune din 1964 a Cavernelor de oțel (un episod din serialul BBC2 Story Parade), Baley a fost interpretat de Peter Cushing, iar scenariul adaptat de Terry Nation.
În adaptarea britanică pentru televiziune din 1969 a Soarelui gol (un episod din serialul BBC2 Out of the Unknown), Baley a fost interpretat de Paul Maxwell.
În jocul Kodak din 1988 Roboții lui Isaac Asimov, Baley a fost interpretat de Steven Rowe.
În adaptarea BBC Radio 4 din 1989 a Cavernelor de oțel, Baley a fost interpretat de Ed Bishop.